# Regnaholm

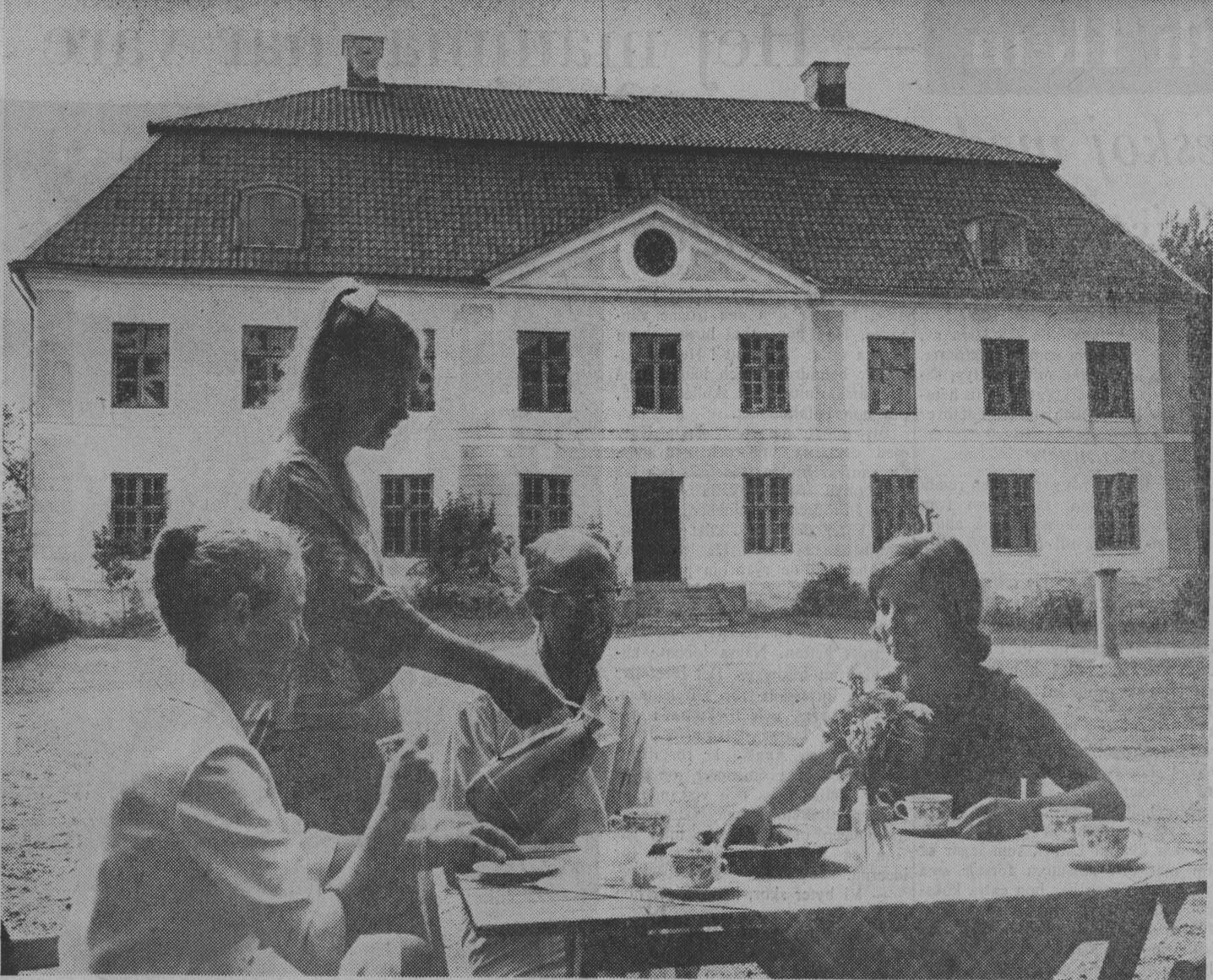
Familjen Sjöberg tar paus i restaureringsarbetena 1967

Regnaholm är en herrgård i Regna socken i Finspångs kommun. Huvudbyggnaden med de båda flyglarna ligger på en udde i sjön Regnaren.

## Historik
Regnaholm byttes från kronan av riksrådet Clas Åkesson Tott d.ä.. Därefter kom det till hans måg landshövdingen Johan Månsson Ulfsparre. Regnaholm stannade inom släkten Ulfsparre till 1745, då det genom köp övergick till släkten Gyllenkrook, som ägde det till 1873. Det var kammarherre Axel Gyllenkrok (1739-1788) som under 1760-talet lät resa den slottsliknande herrgården i Hårlemanstil. Under första halvan av 1900-talet köptes fastigheten Regnaholm, inkluderande herrgården, av Wilhelm Schullström.
Herrgården köptes 1966 av slöjdlärarparet Bengt och Lillemor Sjöberg efter att ha stått obebott i 40 år. Tillsammans med sonen och konsthistorikern Lars Sjöberg återställde de Regnaholm till ett 1700-talsutseende, med undantag för de tre moderna kök som installerades i huvudbyggnadens paradvåning, den ena flygeln samt i Sjöstugan.
I fasadens södra fönster, på andra våningen, anses man kunna se siluetten av den legendariske "Gubben i rutan", majoren Johan Göran Gyllenkrok. En del anser att detta enbart är en skröna, andra tror att något blixtnedslag fått fönsterglaset att reagera med att ta ett fotografi av översten.
I en brand den 7 maj 2017 förstördes bland annat vinden och andra våningen.

## Övrigt
I trädgården finns stamträdet till äppelsorten Gyllenkroks astrakan.
På initiativ av Lars Sjöberg använde Ikea en stol i gustaviansk stil från Regnaholm som modell för tillverkning av en stol i sitt under början av 1990-talet introducerade 1700-tals sortiment i massivt trä. Regnaholmsstolen var i sin tur en kopia av ett 1700-talsoriginal, som snickrats av Bengt Sjöberg.